# 장췬
장췬(張群(張羣, 장군), 1889년 5월 9일~1990년 12월 14일)은 중화민국(타이완)의 군인 겸 정치인으로, 예비역 장성급 장교 출신이다.
그는 25년 1개월 동안 장교로 복무하다가, 1932년 3월 16일 수요일 당시에 중화민국 육군 준장 계급으로 전역(예비역 1성 장군 예편)한 중화민국의 예비역 장성급 장교 출신의 군인 겸 정치인 출신의 행정원장(장제스 중화민국 국민정부 총통 시절 국민정부 총리)이자 대만 타이베이 국민정부 시대의 중국국민당의 저명코도 현저한 원로 당원이었다. 그는 1954년에서부터 1972년까지 대만 총통의 총통부의 자문위원회 총서기국 국장, 동 비서장 겸 자문위원 등을 지냈으며, 이후엔 장제스, 옌자간, 장징궈와 리덩후이 등의 총통들에게 대만(타이완)의 총통부 연장 고문 등을 지냈다. 애처가(愛妻家)로도 소문이 자자하였던 그는, 자신의 부인 마위잉(馬玉英)의 영향력 아래 결국 1936년 10월 당시에 불교를 이탈하여 개신교(기독교)의 신자가 되었다.
그의 아명(兒名)은 장취안(張銓, 장전)이며, 자(字)는 웨쥔(岳軍, 악군)이고, 호(號)는 췬(羣, 군)이다.

## 교육과 초기 경력
청나라 쓰촨 성 청두 부 화양 현에서 태어난 장췬(아명: 장취안)은 1906년 베이핑에서 겨우 남서부로 떨어진 바오딩 육군군관학교로 수용되었다. 다음해 그는 예비 군사 학교인 도쿄 진무 학교에서 수학하러 일본으로 가는 데 선발되어 포병에서 전문적이었다. 자신의 급우 장제스와 함께 그는 동년 동맹회에 가입하였다. 자신들의 예비 수학들을 완료한 후, 그들은 1911년 청나라를 무너뜨릴 신해혁명에서 쑨원 아래 복무하는 데 중국(청나라 본토)으로 귀국하기 전에 둘다 니가타현에 배치한 일본제국육군의 제13 야포 여단의 타카다 연대에 복무하였다. 이 시기 동안 둘과 황푸 사이에 평생의 우정이 형성되었고, 셋은 결의 혹은 피의 형제가 되었다. 장췬은 1913년 마위잉과 결혼하였고, 1917년 그들의 첫째 자식이 태어났기 때문에 그는 후에 "장기적 가족 계획이, 나중에라도 인기가 있게 되기 이전에, 이미 그것을 의미롭게 연습하였다."라고, 부드럽게 웃으면서 이와 같은 농담을 하였다.
위안스카이가 제정 복고(황가 왕정을 복구)를 하려고 시도하였을 때, 장췬은 일단 일본으로 달아나 1915년 일본 제국 사관 학교에서 자신의 군사 훈련을 끝냈고, 그러고 나서는 네덜란드령 동인도 전역으로 가서 화교 학교에서 가르쳤다. 호국 전쟁에서 위안스카이를 축출하는 것에 참가하는 데 중국으로 귀국한 장췬은 위안스카이의 정권을 부인한 남부 지방의 회장 센췬솬에게 부관장을 지냈다. 공화국의 복구와 함께 장췬은 몇몇의 직위들을 보유하였다. 28세의 나이에 국민혁명군의 소령(작전담당중대장)이 된 그는 후에 중국국민당 중앙 행정 위원회의 일원, 상하이 시장과 퉁지 대학 총장, 후베이성의 성장과 외무장관이 되었다. 국민당에서 그는 황푸와 슝스후이 같은 군인들, 양융타이와 왕충후이 같은 지식인들, 우딩창과 장자오를 포함한 은행원과 기업가들을 포함한 정학계를 지도하였다. 제2차 세계 대전이 일어난 동안 그는 총통부 국가안전보장회의의 총서기와 쓰촨성의 성장을 지냈다.

## 전후의 경력

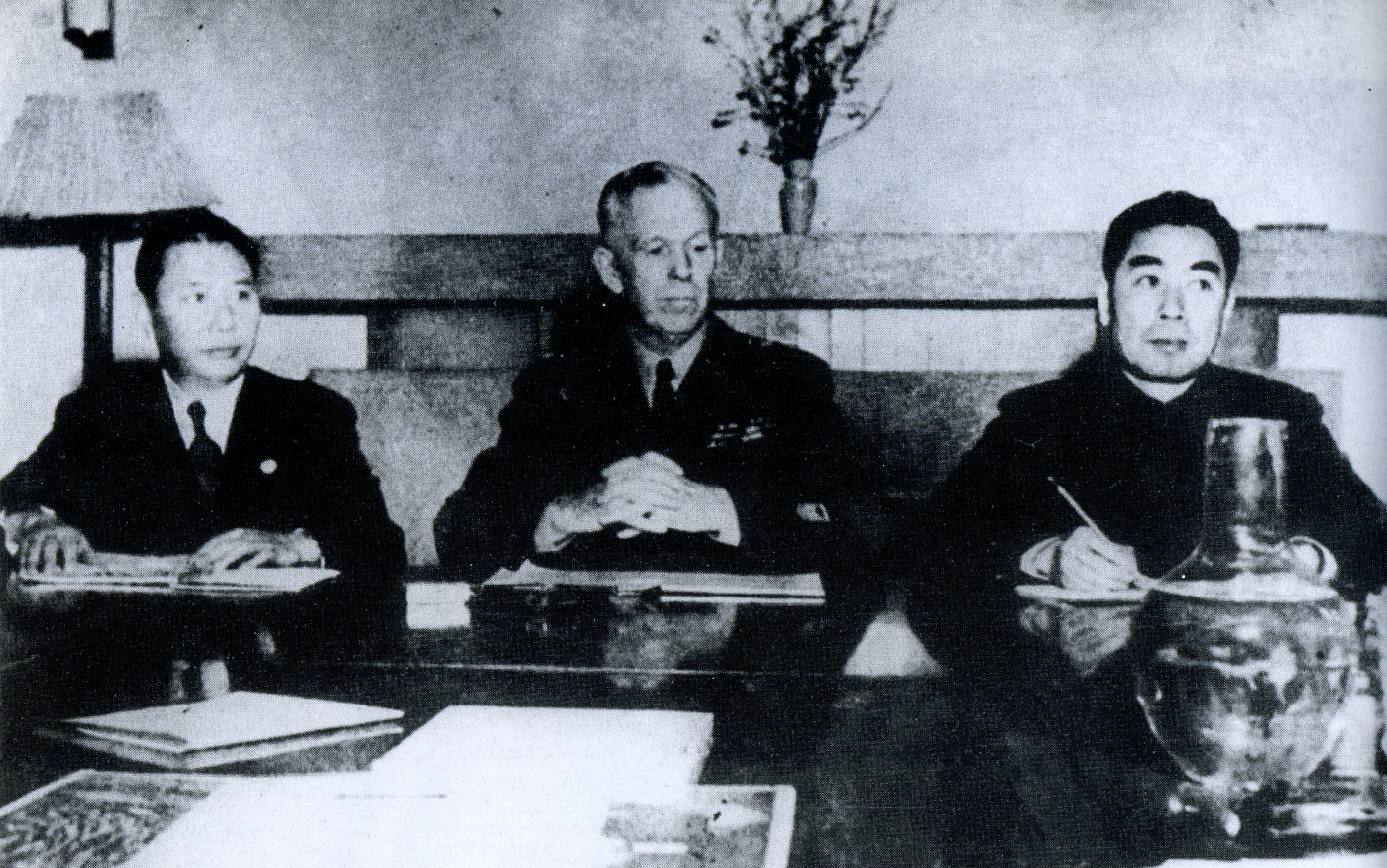
제3위원회에서. 좌로부터 국민당 대표 장췬, 조지 마셜 장군과 공산당 대표 저우언라이

1946년 국민당 정부를 대표한 장췬은 당시 미국 합동 참모 총장 조지 마셜 장군과 중국공산당 대표 저우언라이와 더불어 국민당-공산당 휴전 협정을 초래하고, 국공내전을 막는 데 그해 1월 1일 난징에서 설립된 제3위원회의 일원이었다. 마셜 사화는 일시적인 휴전을 가져오는 데 도움을 주었으나 정치-군사 화해를 위한 그 계획들은 성공하지 않았다.
1947년 장췬은 중화민국의 총리로도 알려진 직위인 중화민국 행정원으로서 첫 연정을 지휘하였다.
그의 기반은 헌법 정부, 토지 개혁과 가격 통제를 위하여 중국을 준비하는 목적이었다. 장제스와 자신의 장기적 인연에 불구하고, 그는 자신이 호의를 가진 정치 개혁을 가져오지 못하였다. 난징에서 타이베이러 수도를 옮긴 후, 그는 1954년 총통에게 수석 보좌관과 총서기가 되었다. 그의 임무들 중에는 정부의 외교 정책을 계획하고, 1965년 제2차 바티칸 공의회를 포함하여 일본, 아프리카와 유럽에서 총통을 대표하는 것이었다.
1972년 그는 중화인민공화국으로 일본의 외교적 전환을 여긴 어려운 협상들에서 큰 역할을 하였다. 그의 마지막 공식적 직위는 국민당 중앙 조언 위원회의 최고 간부 위원회 의장 직이었다.

## 개인 생활
국립고궁박물원의 석학고문위원 등을 지내기도 한 정치인인 장췬(아명: 장취안)은 저명한 서예가, 예민한 미술 수집가, 장다이첸, 황쥔비와 란인팅 같은 거대한 화가들과 친구이자 일리노이 대학교, 서울국립대학교, 세인트 존스 대학교, 성균관대학교와 둥우 대학교 등을 포함한 몇몇의 대학들로부터 명예 박사 학위의 수혜자(명예 박사 학위 수여 및 수납자)였다. 1990년 12월 14일 타이베이에 있는 보훈 종합 병원에서 101세, 219일의 나이에 심부전 및 신부전 등으로 인하여 사망하였다. 일본의 전직 총리 히가시쿠니 나루히코가 사망했을 때 그해 1월 20일부터 자신의 사망까지 장췬은 세계에서 가장 장수한 전직 아시아 국가 정부 수뇌 역임자 출신이기도 하였다.
장췬의 부인 마위잉은 독실한 기독교 신자였고 1974년에 사망하였다. 그의 큰 외동 딸(류장야란)은 2014년 7월 14일 미국 워싱턴주 시애틀에서 97세의 나이로 사망하였으며, 2005년 92세의 나이로 타이베이에서 사망한 대사 대니얼 류위탕의 미망인이었다. 2015년 10월 24일 타이베이시에서 96세의 나이로 사망한 그의 첫째 아들 필립(장쯔정)은 전직 교통부 장관(1969년 ~ 1972년), 경제계획개발회의 의장(1973년 ~ 1976년), 재무부 장관(1978년 ~ 1981년)과 중국중앙은행 총재(1984년 ~ 1989년)였다. 2020년 10월 26일 캘리포니아주에서 92세의 나이로 사망한 목사였던 그의 막내 아들 시오도어 교수(장쯔중 박사)는 진실 신학 세미나의 부회장 출신이자 미국 캘리포니아주 패서디나의 만다린 침례교회의 명예 은퇴 목사였다.